# Chell (Portal)
Chell És la protagonista de la sèrie de videojocs Portal desenvolupada per Valve. Apareix tant a Portal com a Portal 2 com al personatge controlat pel jugador així com a personatge secundari en alguns altres videojocs. No hi ha massa informació sobre el personatge, però es creu que pot ser filla d'algun empleat d'Aperture Science.
La cara i el cos del personatge van ser modelat a partir de l'actriu Alésia Glidewell. Com a personatge d'un joc en primera persona, només la podem veure reflectida o bé a través dels portals del joc. A més, es tracta d'un personatge sense línies de text, amb el qual no podem saber-ne la veu.

## Aparicions
Al primer Portal, Chell ha de passar per una sèrie de proves sota la supervisió de GLaDOS, un ordinador amb intel·ligència artificial. Si bé aconsegueix destruir a GLaDOS, és ferida mentre escapa i una figura desconeguda aconsegueix que l'arrosseguin de nou a l'interior de les instal·lacions d'Aperture Science.
El còmic Portal 2: Lab Rat, ens explica què va passar després dels fets del primer videojoc. Un tècnic d'Aperture, Doug Rattman, posarà en animació suspesa la Chell i descobrirem que ha estat el responsable de la participació d'aquesta en els tests.
Una quantitat d'anys desconeguda més tard, a Portal 2 tornem a controlar la Chell. Una altra intel·ligència artificial, Wheatley, s'ha fet càrrec de les instal·lacions i desperta la Chell amb la intenció d'aconseguir escapar junts. En el procés, reanimaran la GLaDOS per error.
El personatge ha fet aparicions a altres jocs fora de la sèrie portal. Al joc Lego Dimensions . Podrem controlar-la i fer ús de la seva pistola de portals. El joc multijugador online Fall Guys: Ultimate Knockout, ens permet disfressar el personatge amb una aparença que recorda la Chell i la seva pistola de portals.